# حديث متواتر
الحديث المتواتر هو الحديث الذي رواه مجموعة من الرواة عن مجموعة أخرى، ممن يُؤمَن تواطؤهم على الكذب، في كل طبقة من طبقات السند ومن أول السند إلى آخره، وكان اعتمادهم على الحِس بالمشاهدة أو السماع أو غيرها، أي أنهم نقلوا إلينا خبرا سمعوه أو شاهدوه بحواسهم، وليس أمرا يُستند فيه إلى العقل والرأي.
الحديث المتواتر يُفيد العلم اليقيني القطعي، ولا يمكن دفعه وإنكاره، ويجب العمل بالحديث المتواتر من غير بحث عن رجاله، ولا يُعتبر فيه بعدد معين في الأصح، وقد عدّ بعض العلماء الحديث المتواتر قسما من الحديث المشهور كابن جماعة وابن الصلاح والنووي

## شروط المتواتر
اشتُرط للحديث حتى يكون متواترا شروطا:

### أن يرويه جمع كثير عن جمع كثير
وقد اختلف العلماء في تحديد عدد هذا الجمع فقيل أربعة اعتبارا بالشهادة على الزنا، وقيل خمسة، وقيل سبعة، وقيل عشرة لأنها أول جموع الكثرة، وقيل اثنا عشر لعدد نقباء بني إسرائيل، وقيل عشرون، وقيل أربعون، وقيل سبعون لقوله تعالى: «وَاخْتَارَ مُوسَىٰ قَوْمَهُ سَبْعِينَ رَجُلًا لِّمِيقَاتِنَا»، لكن المختار والذي عليه المحققون أن العبرة بحصول العلم اليقيني بصدق الخبر دون تعيين العدد.

### استحالة تواطئهم على الكذب
بأن تحيل العادة تواطؤ هذا الجمع عن غيره عن غيره على الكذب، وتحيل العادة أيضا صدور الكذب منهم اتفاقا، وذكر بعضهم: «بحيث يحيل العقل تواطئهم على الكذب» والمراد بذلك إحالة «العقل» المستند إلى «العادة»، فيتوافق التعريفان.

### استمرار هذه الشروط في السند من ابتدائه إلى منتهاه

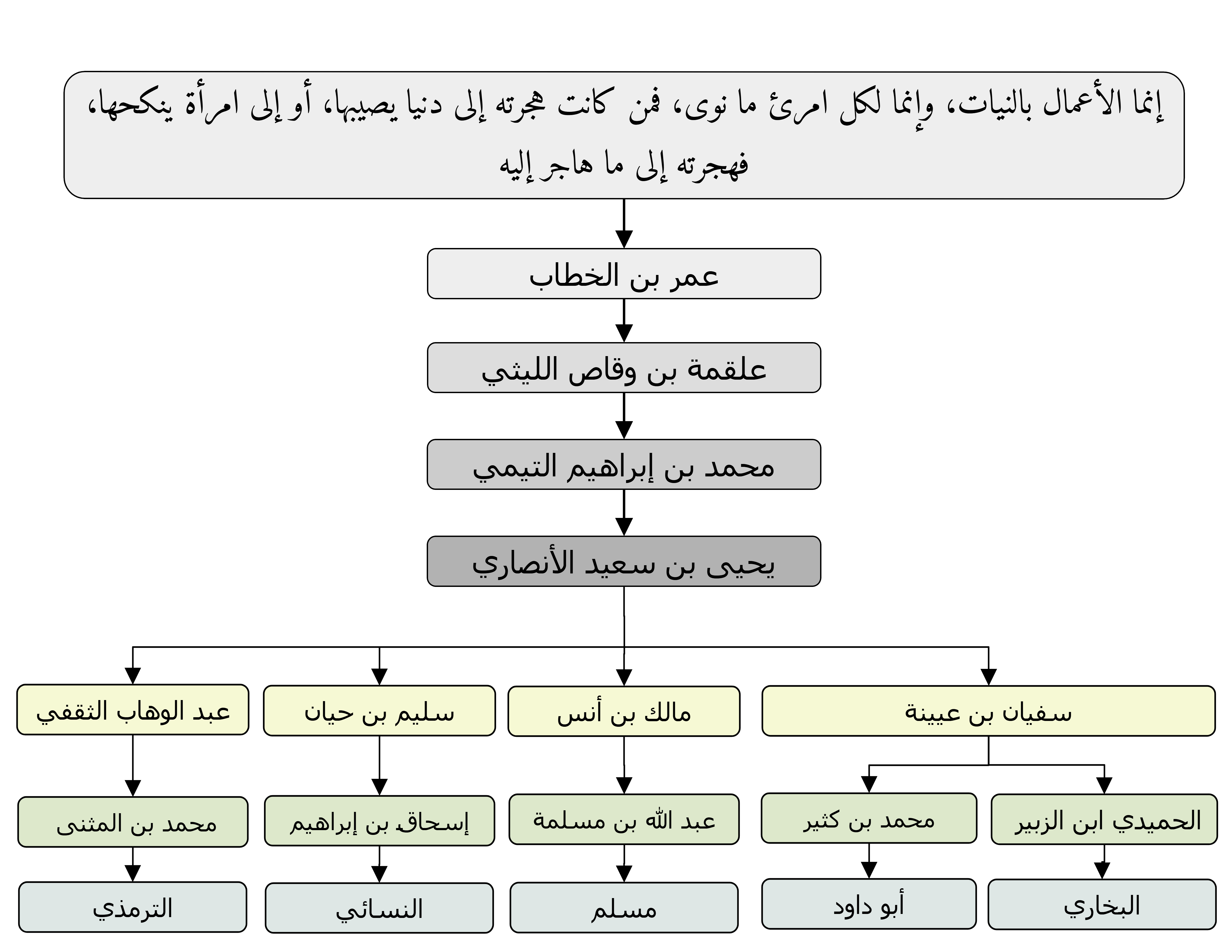
الحديث المروي عن عمر بن الخطاب، ويشيع عنه التواتر وهو ليس كذلك، إذ لم تتواتر روايته إلا من بعد يحي بن سعيد

والمراد أن لا يقل الجمع عن الحد الذي يفيد يقين العلم في كل طبقة، أما لو زاد العدد فتكون هذه الزيادة أدعى للعلم اليقيني بصدقهم، فتكون أولى وأحسن.
وبالحديث عن هذا الشرط فقد نبه ابن الصلاح والنووي والسيوطي وغيرهم على أن حديث «إنما الأعمال بالنية» ليس بحديث متواتر، إذ قد يُتوهم تواتره بسبب كثرة رواته في الأزمنة المتأخرة، لكن هذه الكثرة لم توجد في كل الطبقات، فلم توجد إلا بعد يحي بن سعيد حتى قيل إنه رواه عنه نحو مائتين (انظر الصورة المقابلة)، وبالتالي فقد الحديث شرطا من شروط التواتر، فليس بحديث متواتر ولا مشهور وإنما هو حديث صحيح غريب اشتهر في آخره.

### أن يستند رواته على الحس
أي أن يكون الخبر مما يُعرف بالحواس من مرئي أو مسموع أو ملموس أو غيرها، فيخرج بذلك الأمور العقلية الصرفة ومسائل الرأي، لأن العقليات لا يُحصل اليقين فيها إلا بالبرهان.
ولا يُشترط في رجال الحديث المتواتر نفس شروط رجال الحديث الصحيح والحديث الحسن من العدالة والضبط، لأن العبرة في الحديث المتواتر بكثرة رواته بشكل يجعل العقل يحكم باستحالة تواطئهم على الكذب، فلو أن أهل بلد أخبروا بحصول حادثة ما، فإنه يحصل العلم اليقيني بصدقهم حتى لو كانوا كفارا، ولذا فإن الحديث المتواتر لا يدخل في صناعة علم الحديث الذي يبحث في صحة الحديث وضعفه، لأن الحديث المتواتر لا يحتاج إلى البحث، لأن الاعتماد فيه على الكثرة التي تحصل العلم اليقيني بصدقهم.
وقد ذكر النووي في شرح مسلم أن الحديث المتواتر لا يُشترط في المخبرين به الإسلام، وكذا قال الأصوليون.

## أقسام الحديث المتواتر
ينقسم الحديث المتواتر إلى قسمين:

### حديثٌ متواترٌ لفظًا
الحديث المتواتر لفظا وهو ما تواتر لفظه، بأن اتفق الرواة على لفظه،
- مثله:[3][2]

رواه ما يزيد عن ستين صحابيا، منهم العشرة المبشرون بالجنة، وقيل رواه مئتان
- ومثله:

وقد صرح جمع من الحفاظ بأن المسح على الخفين متواتر وجمع بعضهم رواته فجاوزوا الثمانين منهم العشرة المبشرون بالجنة، وفي مصنف ابن أبي شيبة وغيره عن الحسن البصري قال حدثني سبعون من الصحابة بالمسح على الخفين.
- ومثله:

### حديثٌ متواترٌ معنى
الحديث المتواتر معنى هو حديث روي بطرق متعددة بألفاظ مختلفة، إلا أن هذه الألفاظ اتفقت في إفادة معنى معين، بعبارة أخرى فالحديث المتواتر معنى هو أن ينقل الرواة وقائع مختلفة لكنها تشرتك كلها في معنى معين، مثل رفع اليدين في الدعاء، فقد ورد عنه ﷺ في نحو مائة حديث أنه كان يرفع يديه في الدعاء، لكن هذه الأحاديث كانت في وقائع وأوقات مختلفة

## وجود المتواتر
تباينت أراء العلماء حول وجود الحديث المتواتر، فمنهم من قال بانعدام وجوده كابن حبان ومن تبعه، ومنهم من قال بندرة وجوده كابن الصلاح، ومنهم من قال بكثرة وجوده لفظا ومعنى كالعراقي والحافظ ابن حجر وغيرهما من أئمة الحديث، وقد حمل بعض العلماء قول القائلين بانعدام أو ندرة الحديث المتواتر على قلة اطلاع القائلين بذلك، وذهب بعض المحققين إلى أن النزاع لفظي، فمن جزم بوجود المتواتر أراد المتواتر المعنوي، ومن جزم بعدمه أو ندرته أراد المتواتر اللفظي.
ومما يُشير لكثرة وجود الحديث المتواتر ما رُوى من الأحاديث في الصلاة والوضوء والصوم وغيرها من فرائض الإسلام، فقد نقل صفات ذلك عن النبي ﷺ عدد التواتر من الصحابة، ونقله عن الصحابة عدد التواتر من التابعين، ونقلته الأمة وأجمعت عليه من الأقوال والأفعال.